# Краљева Сутјеска
Краљева Сутјеска (раније Краљевска Сутјеска) је насељено мјесто у општини Какањ, Федерација БиХ, БиХ.

## Географија
Краљева Сутјеска удаљена је од Какња 12 km, идући према сјевероистоку. Насеље се налази у елипсастој котлини коју је формирала ријечица Трстионица. Зато је мјесто и добило назив Сутјеска.

## Историја
Краљева Сутјеска је заједно са  тврђавом Бобовац била сједиште двају босанских краљева династије Котроманића, Томаша и Твртка.
Босна је у 14. и 15. вијеку  доживјела снажан културни успон, а њен центар је био у Бобовцу и у Краљевој Сутјесци. Из писаних трагова из 14. вијека сазнајемо да је Сутјеска била тада већ формирано насеље градског типа и да је била у извјесном смислу предграђе Бобовца. Прије него што је Аустрија у својим документима дала име мјесту Краљева Сутјеска, у 14. вијеку сусреће се назив Curia bani, што се преводи као Бански двор. Наиме, прије крунисања краља Твртка (1377), босанском државом су владали банови (Кулин, Пријезда, Стефан Котроманић).
Данас је ово насеље најпознатије по фрањевачком манастиру и Дуспер кући, најстаријој кући у Средњој Босни (рани 18. вијек).

## Становништво
У насељу је 1991. живјело 852 становника. Претежно становништво чинили су Хрвати.
| Демографија | Демографија | Демографија |
| Година      | Становника  | Становника  |
| ----------- | ----------- | ----------- |
| 1961.       | 597         |             |
| 1971.       | 865         |             |
| 1981.       | 819         |             |
| 1991.       | 852         |             |
| 2013.       | 248         |             |